# Jelena Dmitrijewna Saklinskaja
Jelena Dmitrijewna Saklinskaja (russisch Елена Дмитриевна Заклинская; * 20. Märzjul. / 2. April 1910greg. in Wladiwostok; † 10. Oktober 1989 in Moskau) war eine sowjetische Geologin und Palynologin.

## Leben
Saklinskajas Eltern waren der adlige Elektroingenieur Dmitri Saklinski (1876–1923) und die Englisch-Lehrerin Alexandra Nikolajewna Saklnskaja (1886–1943). Nach der Oktoberrevolution lebte die Familie ab 1918 in Moskau.
Nach dem Abschluss an der zehnjährigen Schule 1928 begann Saklinskaja das Studium am Moskauer Konservatorium. Wegen einer Handverletzung gab sie dieses Studium auf und studierte am Medizinischen Institut und schließlich an der Universität Moskau in der Geographie-Fakultät (1930–1936).
Bis 1931 war Saklinskaja mit dem Geologen Boris Gawrussewitsch (1908–1965) verheiratet und bekam 1932 einen Sohn. Aus ihrer zweiten Ehe (bis 1943) mit dem Geologen Wsewolod Petrowitsch Grunwald (1908–1975) ging ein weiterer Sohn hervor.
Als Studentin arbeitete Saklinskaja 1931–1932 in der Geochemischen Baikal-Expedition des Lomonossow-Instituts für Geochemie, Mineralogie und Kristallographie (LIGEM) der Akademie der Wissenschaften der UdSSR (AN-SSSR) und untersuchte unter Alexander Fersmans Leitung Pegmatit-Adern. Ab 1932 waren Forschungsschwerpunkte in der Paläontologie die Spätkreide-Känozoikum-Flora der UdSSR, die Pollen- und Sporen-Morphologie moderner Pflanzen und Pollen und Sporen in Ablagerungen Westsibiriens, Kasachstans und des nördlichen Kaukasusvorlands.
Infolge der Repressionen gegen ihren Mann folgte Saklinskaja mit ihren beiden Kindern 1938–1939 ihrem Mann in die Verbannung nach Kolyma.
Ab 1939 war Saklinskaja wissenschaftliche Mitarbeiterin des Moskauer Instituts für Geologische Wissenschaften der AN-SSSR (ab 1956 Geologisches Institut der AN-SSSR), in dem das LIGEM aufgegangen war. Dort leitete sie in der Abteilung für Quartär-Geologie das Laboratorium für Palynologie. Am 21. Januar 1955 verteidigte sie ihre Kandidat-Dissertation über die stratigraphische Bedeutung der Pollen nacktsamiger Känozoikum-Pflanzen in Ablagerungen in der Pawlodarer Irtysch-Region und der Amur-Region mit Erfolg für die Promotion zur Kandidatin der geologisch-mineralogischen Wissenschaften. Darauf wurde sie 1956 Organisatorin und Leiterin des Laboratoriums für Paläofloristik mit Sporen- und Pollenanalyse im Geologischen Institut der AN-SSSR.
Im April 1964 verteidigte Saklinskaja für die Promotion zur Doktorin der geologisch-mineralogischen Wissenschaften erfolgreich ihre Doktor-Dissertation über Bedecktsamer-Pollen als Basis für die Stratigraphie der Oberkreide und des Paläogens. Mit dieser Dissertation erweiterte sie die Biostratographie und die Palynologie des Känozoikums Kasachstans. Ab 1969 leitete sie das Palynologie-Kabinett des Geologischen Instituts der AN-SSSR. Sie ging 1979 in Pension und arbeitete weiter im Geologischen Institut.
Als Wissenschaftlerin war Saklinskaja in vielen Ländern gewesen: Polen (1957), China (1959), Ungarn (1962, 1969), DDR und Niederlande (1966), Rumänien (1972), Indien (1976–1977). Als Expertin auf dem Forschungsschiff Witjas hatte sie 36 Reisen der Indischer-Ozean-Expedition mitgemacht (1964–1965). Sie war Ratsmitglied des Internationalen Palynologischen Komitees, Vizepräsidentin der Internationalen Palynologischen Kommission und Vorsitzende der Nationalen Palynologischen Kommission.
Saklinskaja starb nach schwerer Krankheit am 10. Oktober 1989 in Moskau und wurde auf dem Nowodewitschi-Friedhof neben ihren Eltern begraben.

## Ehrungen, Preise
- Ehrenurkunde im Zusammenhang mit dem 220. Jahrestag der Gründung der AN-SSSR (1945)
- Medaille „Für heldenmütige Arbeit im Großen Vaterländischen Krieg 1941–1945“ (1945)
- Stalinpreis II. Klasse (1951) als mitglied des Autorenkollektivs des Buchs Pollenanalyse[5]
- Jubiläumsmedaille „Zum Gedenken an den 100. Geburtstag von Wladimir Iljitsch Lenin“ (1970)
- Gewinnerin im Sozialistischen  Wettbewerb (1975)
- Medaille „30. Jahrestag des Sieges im Großen Vaterländischen Krieg 1941–1945“ (1975)